# Классон, Роберт Эдуардович
Ро́берт Эдуа́рдович Классо́н (нем. Robert Klassohn (Klasson); 31 января (12 февраля) 1868, Киев — 11 февраля 1926, Москва) — российский и советский энергетик, инженер-технолог и изобретатель.
Ученик В. Н. Чиколева и М. О. Доливо-Добровольского.

## Биография
После окончания в 1891 году Петербургского технологического института стажировался в Германии, где в 1891—1893 годах принимал участие (под руководством М. О. Доливо-Добровольского) в монтаже и пуске первой линии электропередачи трёхфазного тока от Лауффена до Франкфуртской электротехнической выставки.
Участвовал в Санкт-Петербурге с М. И. Брусневым, Л. Б. Красиным, Н. К. Крупской и др. в первых марксистских кружках. В 1893—1895 годах был участником петербургского кружка марксистов, в который входили Ленин, Крупская, Потресов, Струве и др., позднее отошёл от политической деятельности.
В 1893—1897 годах работал на Охтинских пороховых заводах под Санкт-Петербургом; здесь в 1894—1895 годах руководил строительством первой в России электростанции трёхфазного тока. В 1897—1898 годах участвовал в проектировании и руководил строительством городских электростанций в Петербурге и Москве.
В 1900—1904 годах совместно с Л. Б. Красиным участвовал в электрификации бакинских нефтепромыслов (в частности, участвовал в строительстве Биби-Эйбатской электростанции акционерного общества «Электросила» в Баилово). В 1905 году вследствие отказа применить репрессии к бастовавшим рабочим был вынужден оставить пост директора «Электросилы».
В 1906—1926 годах — директор тепловой электростанции МГЭС-1 в Москве.
В 1912—1914 годах участвовал в организации строительства первой российской торфяной электростанции «Электропередача» в Богородском уезде Московской области (ныне Электрогорск). В 1914 году участвовал в строительстве линии электропередачи посёлок Электропередача — Богородск — Москва (Измайлово) напряжением 70 кВ. В 1914 году предложил и совместно с инженером В. Д. Кирпичниковым разработал гидравлический способ добычи торфа (гидроторф), который позволил существенно сократить трудоёмкость торфоразработок. Этот способ должен был использоваться на Шатурской электростанции, заложенной в 1916 году Обществом электрического освещения, но из-за революции 1917 года был осуществлён практически только в начале 1920-х годов.
В 1918—1920 годы участвовал в разработке плана электрификации страны. В 1922—1926 годах — член правления МОГЭС.
Работы Классона, выполненные в последние годы жизни, посвящены решению проблем сушки и обезвоживания гидроторфа.
Умер 11 февраля 1926 года на заседании Высшего совета народного хозяйства после произнесения речи, посвящённой развитию энергетики. Похоронен на Новодевичьем кладбище, на участке № 1 во втором ряду, здесь же покоится его вторая жена Евгения Николаевна Классон (1875—1952) и сын Иван Робертович Классон (1899—1991).

## Семья
- Классон Софья Ивановна[2] (1863—1912) — жена[3].
- Классон Софья Робертовна (1892—1930) — дочь[2].
- Свечанская Татьяна Робертовна (1896—1943) — дочь[4].
- Классон Иван Робертович (1899—1991)[5] — сын, инженер-электроэнергетик[2].
- Классон, Екатерина Робертовна (1901[2] —1980) — дочь, художник, искусствовед, переводчик.
- Классон Павел Робертович (1904—1944)[2][6] — сын.
- Парнах, Валентин Яковлевич (1891—1951) — зять, русский поэт, переводчик, музыкант, танцор, хореограф, основатель парижской литературной группы «Палата поэтов», зачинатель русского джаза.
- Парнах, Александр Валентинович — внук, писатель.
- Парнах, Максим Александрович — правнук, художник.
- Парнах, Александр Максимович (род. 1986) — праправнук, дизайнер, музыкант.
- Классон Маргарита Павловна (род. 1934) — внучка[7].
- Классон Михаил Иванович (род. 1948) — внук, автор книги, посвящённой его деду Роберту Эдуардовичу Классону[8].
- Классон Андрей Иванович (1944—2019) — внук.

Родная сестра, Элла Эдуардовна, была замужем за надворным советником Петром Павловичем Александровым, мировым судьёй в г. Тараща Киевской губернии. Их сын Анатолий (1903—1994) — крупнейший советский физик-ядерщик, трижды Герой Социалистического Труда (1954, 1960, 1973), президент Академии наук СССР (1975—1986).

## Память
- Памятник Роберту Классону установлен на привокзальной площади города Электрогорска[9].
- Именем Классона названы электростанция ГРЭС-3 и улица в городе Электрогорск.
- Именем Классона названа улица в пос. Мирный Брянской области.
- Именем Классона названа улица в пгт. Озёрный Смоленской области.
- Именем Классона назван посёлок в Рязанской области.

## Основные работы
- Классон Р. Э., Чиколев В. Н. и Тюрин В. А. Осветительная способность прожекторов электрического света. Ч. 1. — С.-Пб.: Тип. «Арт. журн.», 1891. — 65 с.
- Классон Р. Э., Чиколев В. Н. и Тюрин В. А. Осветительная способность прожекторов электрического света. Ч. 2. — С.-Пб.: Тип. «Арт. журн.», 1895. — 43 с.
- Классон Р. Э. Электрическая передача силы трехфазными токами на Охтенских пороховых заводах близ Санкт-Петербурга. — С.-Пб.: Тип. МПС, т-ва И. Н. Кушнерев и К°, 1897. — 12 с.
- Классон Р. Э., Кирпичников В. Д., Стадников Г. Л. и др. Гидроторф. Кн. 1. — М.: [Б. и.], 1923. — 436 с.
- Классон Р. Э., Кирпичников В. Д., Стадников Г. Л. и др. Гидроторф. Кн. 2. Ч. 1. Гидравлический способ сезонной добычи торфа. — М.: Науч.-техн. упр. ВСНХ СССР, 1927. — 480 с.
- Классон Р. Э., Кирпичников В. Д., Стадников Г. Л. и др. Гидроторф. Кн. 2. Ч. 2. Искусственное обезвоживание торфа по способу гидроторфа. — М.: Науч.-техн. упр. ВСНХ СССР, 1927. — 299 с.
- Классон Р. Э., Кирпичников В. Д., Стадников Г. Л. и др. Гидроторф. Кн. 2. Ч. 3. Пылевидный торф. Торфяной брикет. — М.: Науч.-техн. упр. ВСНХ СССР, 1927. — 180 с.
- Классон Р. Э., Кирпичников В. Д., Стадников Г. Л. и др. Гидроторф. Кн. 2. Ч. 4. Термическая переработка торфа. — М.: Науч.-техн. упр. ВСНХ СССР, 1927. — 111 с.